# 牛湛德
牛湛德 CB DSO OBE（1880年9月5日—1942年3月12日），英国陆军准将，板球运动员。1899年至1933年期间，牛湛德于陆军服役，先后参与了第二次布尔战争、第一次世界大战和镇压伊拉克反英起义的军事行动。退伍前，其官至驻津英军司令官。

## 生平

### 早年
牛湛德是第三代克伦洛斯特的纽金特男爵艾伯特·卢埃林·纽金特和伊丽莎白·巴尔塔齐的第七子，他于1880年9月5日出生在舍伯恩圣约翰的维恩庄园。起初，牛湛德在霍里斯希尔学校接受初等教育，后升入温切斯特公学和桑赫斯特皇家军事学院就读。1899年11月，自军校毕业的牛湛德成为来复枪旅的少尉军官。
1901年3月，牛湛德被调往南非的骑兵步兵服役，参与第二次布尔战争。战斗中，牛湛德身受重伤，后被授予女王南非奖章，加叙四枚勋扣。1902年5月，第二次布尔战争结束；3个月后，牛湛德被任命为所在军团的第三营中尉军官。1905年3月，牛湛德晋升为上尉军官。1910年4月，他被调遣到利兹大学与曼彻斯特大学的大学军官训练团担任副官。

### 赛事履历
1905年，牛湛德参与郡锦标赛。他作为汉普郡板球俱乐部的三柱门防守员，同伍斯特郡板球俱乐部于伍斯特新路板球场对阵，这是他参与过的唯一一次一级板球赛。比赛中，牛湛德击球两次：第一次击球因泰德·阿诺德出局，未获任何得分；第二次击球因乔治·威尔逊出局。

### 第一次世界大战后
牛湛德参与了第一次世界大战，并在1914年8月的蒙斯战役中负伤。1915年6月，他被临时授予少校军衔；三个月后，他被正式授予少校军衔。1916年1月，牛湛德获颁杰出服务勋章，同年2月，他被派往总部担任旅长；期间，他被临时授予准将军衔。
1916年6月，牛湛德加衔中校军官，以表彰其战争贡献，同年年末，他通过改名契将姓氏由“纽金特”改为“伯内尔-纽金特”。大战期间，他先后负责指挥来复枪旅第2营、第167旅、第55步兵旅和第182步兵旅。1919年，牛湛德荣登英王寿辰授勋名单，并获颁大英帝国官佐勋章。1920年，他参与镇压了伊拉克反英起义。
1925年4月至1926年11月，牛湛德被派往英属印度陆军，担任贝尔高姆高级军官学校的教官。1926年12月，他被委派至第15旁遮普军团。1927年6月，回到来复枪旅的牛湛德被授予中校军衔。

### 任职天津
1930年7月，晋升为上校军官的牛湛德被任命为驻津英军司令官；期间，他被临时授予准将军衔。1931年10月初，驻津英军司令官牛湛德特地前往静园，拜会清朝末代皇帝溥仪。期间，牛湛德就九一八事变为溥仪制造的契机表示私人祝贺，并宣称：“如果陛下能在伟大的满洲重新登极，陛下的仆人牛湛德，愿意充当龙旗下的一位士兵。”据溥仪回忆，牛湛德这番话“不但使我飘飘然，而且更相信郑孝胥说的英方袒日的信息”。由此，误以为“获得英国支持”的溥仪出走东北，成为日本傀儡政权满洲国的君主。1933年，牛湛德荣登英王寿辰授勋名单，并获颁巴斯同袍勋章。同年9月，他卸职退伍，随后获得荣誉准将军衔，《泰晤士报》称其在天津的任期为“艰难时期”。

## 逝世

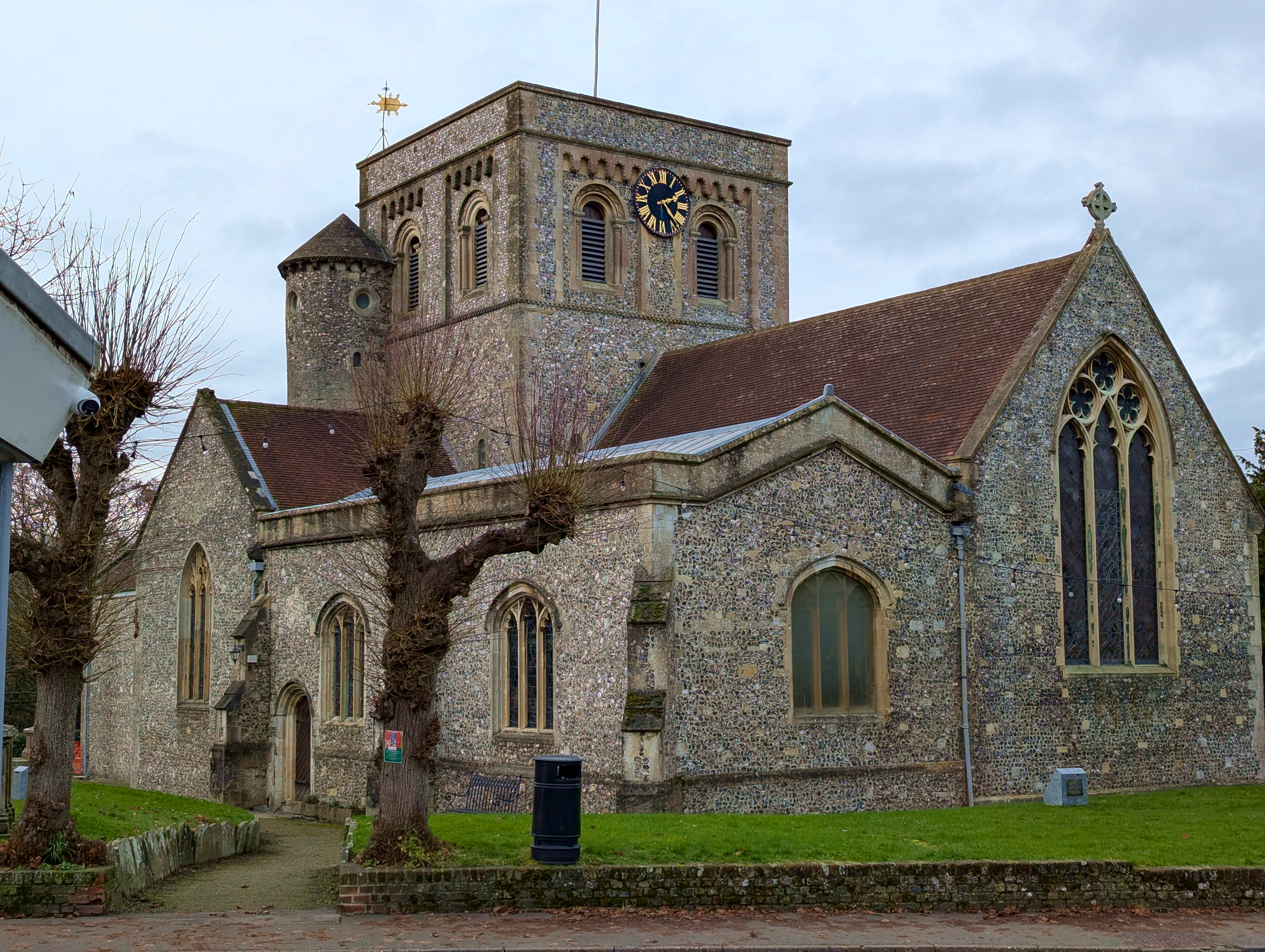
牛湛德的安葬地——金斯克利尔圣马利亚堂

1942年3月12日，牛湛德于汉普郡的金斯克利尔去世；四天后，他的遗体被安葬至金斯克利尔的圣马利亚堂。

## 家庭
1905年，牛湛德同埃伦·伯内尔结婚，1941年，埃伦·伯内尔逝世。两人仅有一个儿子安东尼·弗兰克·伯内尔-纽金特，其为英国皇家海军中校。英国皇家海军舰队总司令詹姆斯·伯内尔-纽金特是牛湛德的孙子、安东尼的儿子。